# Bensheim (stacja kolejowa)
Bensheim – stacja kolejowa w Bensheim, w kraju związkowym Hesja, w Niemczech. Znajdują się tu 2 perony.